# Bušinec
Bušinec – wieś w Słowenii, w gminie Dolenjske Toplice. W 2018 roku liczyła 48 mieszkańców.